# Whoa Oh! (Me vs. Everyone)
„Whoa Oh! (Me vs. Everyone)” – pierwszy utwór i singiel z albumu Forever a Sickest Kids „Underdog Alma Mater”. Utwór został wydany 1 kwietnia 2008 roku. 24 czerwca piosenka osiągnęła numer 38 na liście Billboard Top 40 Mainstream. Wersja remix'owa została wydana 26 maja 2009 na iTunes z udziałem Seleny Gomez.
Piosenka została wykorzystana w reklamie Nerf.

## Lista utworów
Digital download
1. „Whoa Oh! (Me vs. Everyone)” – 3:24

European single
1. „Whoa Oh! (Me vs. Everyone)” – 3:24
2. „Hurricane Haley” – 3:42

Remix single
1. „Whoa Oh! (Me vs. Everyone)” [featuring Selena Gomez] – 3:29